# Nathan Rothschild, 1.º Barão Rothschild
Nathan Mayer Rothschild, 1.º Barão Rothschild (8 de novembro de 1840 — 31 de março de 1915) foi um banqueiro e político do Reino Unido da dinastia financeira internacional Rothschild.